# Región geográfica inmediata de Curitibanos
La región geográfica inmediata de Curitibanos es una de las 24 regiones inmediatas del estado brasileño de Santa Catarina, y una de las dos regiones inmediatas que componen la región geográfica intermedia de Lages, y una de las 509 regiones inmediatas en Brasil, creadas por el IBGE en 2017. Está compuesta de 6 municipios.

## Municipios
| Región geográfica inmediata | Código | Municipios           |
| --------------------------- | ------ | -------------------- |
| Curitibanos                 | 420006 | Brunópolis           |
| Curitibanos                 | 420006 | Curitibanos          |
| Curitibanos                 | 420006 | Frei Rogério         |
| Curitibanos                 | 420006 | Ponte Alta do Norte  |
| Curitibanos                 | 420006 | Santa Cecília        |
| Curitibanos                 | 420006 | São Cristóvão do Sul |